# Битва при Вейсенбурге
Битва при Вейсенбурге — первая битва Франко-прусской войны, в ходе которой три немецких армейских корпуса атаковали небольшой французский гарнизон Вейсенбурга. Несмотря на полнейшую растерянность, царившую в начале битвы, французы всё же смогли собраться и дать достойный отпор превосходящим силам врага.

## Подготовка к битве
После непродолжительного дипломатического конфликта (см. Эмсская депеша) Наполеон III объявил Пруссии войну. На стороне Пруссии выступил весь Северогерманский союз. В июле 1870 г. Наполеон приказал своей армии, маневрируя, занять город Саарбрюккен и закрепиться там. Он полагал, что военные действия будут проходить на территории Германии. Но силы французов были малочисленны по сравнению с германскими. К началу войны Франция выставила на Рейн всего 266 998 солдат, в то время как немцы — 690 000 солдат.
Закрепившись в Саарбрюккене, французская армия бездействовала, в то время как прусская армия 4 августа пересекла франко-германскую границу и стремительным маршем продвигалась вглубь территории противника. Стоит отметить, что, наступая, немцы совершенно не знали о дислокации французских войск, в то время как французы не знали, где противник будет наносить главный удар.

## Битва
Уже с начала перехода границы баварская армия (Бавария выступила на стороне Северогерманского союза) натолкнулась на сильное сопротивление защитников Вейсенбурга. Вскоре подошли прусские корпуса. Но с ходу взять крепость не получилось. Завязался ожесточённый бой. Королевские гренадеры 7-го полка, несмотря на большие потери, не могли овладеть крепостью. Пока прусский генерал Кирхбах атаковал фронт противника, 30 немецких пушек, с огромным трудом и под прицельным огнём неприятеля, удалось втянуть на высоты. Они были нацелены на Вейсенбургский вокзал. После сильного артобстрела город подвергся сильным разрушениям. Вскоре немцы захватили вокзал, а за ним и город.

## Конец битвы
В 10 часов утра французский генерал Дуэ приказал начать отступление (вскоре Дуэ был смертельно ранен). Под артобстрелом и атаками немцев, идущих на штурм, французские войска стали спешно покидать крепость.
После падения Вейсенбурга германской армии была открыта дорога для дальнейшего продвижения вглубь Франции. Узнав о сдаче Вейсенбурга, французский командующий Мак-Магон вынужден был срочно дать сражение прусской армии при Вёрте, с надеждой остановить их продвижение вглубь своей страны. Но битву при Вёрте Мак-Магон проиграл, и прусские войска смогли продолжить своё продвижение.

## Ссылка
- Гельмут Карл Бернхард фон Мольтке. История германо-французской войны 1870—1871 гг.